# 埃里克·霍姆伯格
埃里克·霍姆伯格（Erik Holmberg）是一位瑞典天文學家、宇宙學家。他最著名的是交互作用星系方面的研究工作，研究表明，彼此靠近的星系可能會合併形成一個更大的星系。

## 研究
1941年，霍姆伯格對相互作用星系的動力學進行了首次N體模擬。為了模擬這種效果，他建造了一個37個燈泡組成的陣列。他使用光電管測量了模擬的重力。 隨著時間的推移，星系彼此靠得更近。他也在後來的實驗中得出結論，橢圓星系通常比螺旋星系更古老。霍姆伯格半徑是衡量星系在天空中大小的標準，以他的名字命名。他觀察到盤狀星系的衛星星系傾向於沿著盤狀星系短軸分佈，被稱為霍姆伯格效應 ，然而，這種效應仍有爭議。

## 榮譽
小行星3573以埃里克·霍姆伯格命名。